# Elektromobil
Elektromobil ist die Bezeichnung für kleine, mehrspurige, offene, elektrisch angetriebene Leichtfahrzeuge, die nur den Fahrzeugführer befördern können und meist von Gehbehinderten genutzt werden. Weitere Bezeichnungen sind Seniorenmobil und Elektroscooter.
Die Bezeichnung Elektroscooter bzw. E-Scooter wird auch für Elektromotorroller und Elektrotretroller verwendet, die hier nicht gemeint sind.

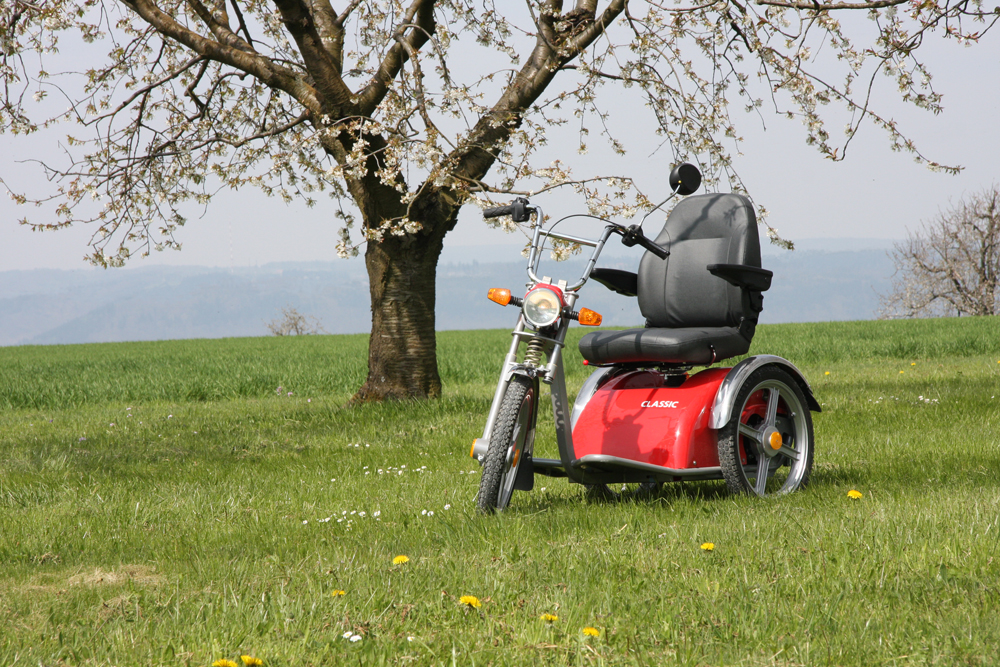
Der CLASSIC von Kyburz Switzerland, das in der Schweiz wohl verbreitetste Elektromobil, vor allem von Senioren gefahren. Das Modell Classic und sein Nachfolger DXP werden in großer Stückzahl von der Schweizer Post als Zustellfahrzeuge eingesetzt.

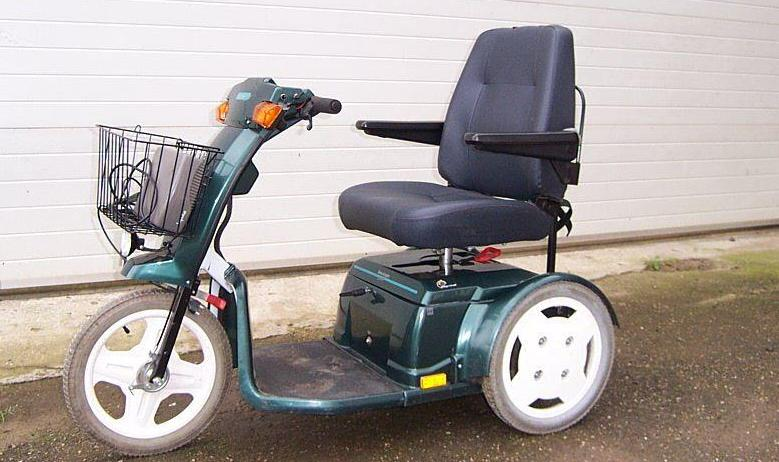
Ein typisches Elektromobil für durch Alter oder Krankheit Gehbehinderte.

## Beschreibung
Elektromobile ermöglichen Gehbehinderten, auch längere Strecken zügig zurückzulegen und auch Rollstuhlzugänge zu benutzen. Gepäck kann auf der Bodenplatte zwischen den Beinen und oft im Korb am Lenker transportiert werden. Einige Elektromobile bieten auch die Möglichkeit, einen Anhänger zu befestigen, so dass auch größere Gegenstände und Kisten mit dem Elektromobil transportiert werden können. Der Sitz ist bei vielen Elektromobilen zwecks leichterem Einstieg als arretierbarer Drehsitz ausgeführt. Manche Elektromobile können für den Transport zusammengefaltet werden.
Anders als ein Elektrorollstuhl ist es meist nur auf eine Gehbehinderung ausgerichtet, der Unterschied zu diesem besteht in der direkten Lenkung. Folglich muss der Fahrzeugführer des Elektromobils beide Arme einsetzen und den Ein- und Ausstieg selbständig bewältigen können. Ein vierrädriges Elektromobil kann als elektrisch betriebenes Quad mit Durchstieg zwischen Sitz und Lenker beschrieben werden, ein dreirädriges Elektromobil als elektrisch betriebenes, einsitziges Trike mit Durchstieg zwischen Sitz und Lenker.

## Rechtliche Hinweise für Elektromobile
Das Elektromobil oder auch Elektroscooter werden unter § 4 der Fahrerlaubnis-Verordnung als motorisierte Krankenfahrstühle aufgeführt und sind damit von der Hauptuntersuchung befreit.
Motorisierte einsitzige Krankenfahrstühle mit Elektroantrieb und einer Leermasse von nicht mehr als 300 kg einschließlich Batterien, jedoch ohne Fahrer, einer zulässigen Gesamtmasse von nicht mehr als 500 kg, einer Breite über alles von maximal 110 cm und einer bauartbedingten Höchstgeschwindigkeit von nicht mehr als 15 km/h sind von der Fahrerlaubnispflicht ausgenommen.
Elektromobile mit einer Geschwindigkeit von 15–25 km/h benötigen ein Mofa-Kennzeichen. Um ein solches Elektromobil zu fahren, benötigt man eine Mofa-Prüfbescheinigung. Die Mofa-Prüfbescheinigung ist auch in den Führerscheinklassen A1, A2, A, B und T inbegriffen. Personen die vor dem 1. April 1965 geboren sind, benötigen keinen Führerschein und keine Mofa-Prüfbescheinigung um solch ein Elektromobil zu fahren.
Nach § 1 der Fahrzeug-Zulassungsverordnung (FZV) sind motorisierte Krankenfahrstühle bis 6 km/h zulassungsfrei. Sie dürfen Gehwege benutzen, wenn diese nicht vorhanden sind, die Fahrbahn. Über 6 km/h gilt nach § 3 FZV für motorisierte Krankenfahrstühle die Bauartgenehmigung (ABE) oder eine Einzelgenehmigung für die Inbetriebnahme im öffentlichen Straßenverkehr (§ 4 Abs. 1 und 2 FZV).
Nach dem Gesetz über die Pflichtversicherung für Kraftfahrzeughalter ist der Halter eines Kraftfahrzeugs verpflichtet, eine Haftpflichtversicherung abzuschließen, die Personen-, Sach- oder Vermögensschäden absichert, sofern die bauartbedingte Höchstgeschwindigkeit 6 km/h übersteigt (§§ 1 und 2 PflVG). Gültig ist das Versicherungskennzeichen jeweils für ein Jahr beginnend am 1. März bis zum Ende Februar eines jeden Jahres (Unterscheidung jeweils durch Jahresaufdruck und Farbe).

## Elektromobile in öffentlichen Verkehrsmitteln
Die Mitnahme in öffentlichen Verkehrsmitteln ist aufgrund eines Gutachtens des VDV zumeist ausgeschlossen. Nach intensiven Verhandlungen ist 2017 eine bundesweit einheitliche Erlassregelung der Länder zur Mitnahme von Elektromobilen in Linienbussen des öffentlichen Personennahverkehrs in Kraft getreten. In dem Erlass sind alle wesentlichen Kriterien für die Mitnahme von E-Scootern abschließend geregelt. Die Mitnahmepflicht der Verkehrsunternehmen erstreckt sich dabei auf vierrädrige E-Scooter, die folgende Voraussetzungen erfüllen:
- Elektromobile mit bis zu einer Gesamtlänge von maximal 1,2 Metern
- Einem Gesamtgewicht mit aufsitzender Person von höchstens 300 kg
- Das Elektromobil muss über eine zusätzliche Feststellbremse verfügen
- Das Elektromobil muss für die Rückwärtseinfahrt in den Bus geeignet sein
- Das Elektromobil muss bestimmte Beschleunigungskräfte aushalten
- Bestätigte Eignung des Elektromobils für die Mitnahme im Bus mit aufsitzender Person

Die Eignung für die Mitnahme im Bus muss vom Hersteller festgestellt und in der Bedienungsanleitung angegeben sein. Nur Modelle, welche diese Anforderungen erfüllen, dürfen in Bussen des ÖPNV mitgenommen werden.

## Tuning
Das möglichst unauffällige Tuning von Seniorenmobilen ist ein beliebter Scherz in Maker- und Webvideo-Szene. So produzierte beispielsweise der Erfinder Colin Furze mehrere virale Videos seines Umbaus mit Leichtkraftrad-Motor. 2016 betrug der Geschwindigkeitsrekord eines getunten Seniorenmobils 173 Kilometer pro Stunde.